# هيروتو ناكاغاوا
هيروتو ناكاغاوا (باليابانية: 中川 寛斗) (مواليد 3 نوفمبر 1994)، هو لاعب كرة قدم ياباني سابق كان يلعب كمهاجم.

## وصلات خارجية
- هيروتو ناكاغاوا على موقع رابطة كرة القدم اليابانية للمحترفين (اليابانية)
- هيروتو ناكاغاوا على موقع قاعدة بيانات كرة القدم.إي يو (الإنجليزية)
- هيروتو ناكاغاوا على موقع Soccerway.com (الإنجليزية)
- هيروتو ناكاغاوا على موقع عالم كرة القدم.نت (الإنجليزية)
- هيروتو ناكاغاوا على موقع كووورة